# Колківська селищна територіальна громада
Колківська селищна територіальна громада — територіальна громада в Україні, в Луцькому районі Волинської області. Адміністративний центр — селище Колки.
Площа громади — 355,97 км², населення — 13 029 мешканців (2018).
Утворена 9 червня 2017 року шляхом об'єднання Колківської селищної ради та Боровичівської, Годомичівської, Рудниківської, Старосільської, Четвертнянської сільських рад Маневицького району.
19 липня 2020 року, в результаті адміністративно-територіальної реформи та ліквідації  Маневицького району, громада увійшла до складу новоутвореного Луцького району.

## Населені пункти
До складу громади входять 1 селище (Колки) та 27 сіл: Боровичі, Велика Осниця, Годомичі, Гораймівка, Грузятин, Заріччя, Калинівка, Копилля, Красноволя, Криничне, Куликовичі, Майдан-Липненський, Мала Осниця, Мар'янівка, Матейки, Нічогівка, Новоукраїнка, Острови, Погулянка, Розничі, Рудники, Семки, Ситниця, Старосілля, Тельчі, Четвертня та Чорниж.

## Географія
Територією громади протікає річка Стир.